# Åtvidaberg
Åtvidaberg ( ouça a pronúncia) é uma pequena cidade industrial e sede da comuna de Åtvidaberg, na província da Östergötland, na Suécia. Está situada a 35 km a sudeste da cidade de Linköping.

## História
Com o cobre descoberto na Idade Média, a região converteu-se num pólo mineiro, tendo a cidade de Åtvidaberg por centro. Através de investimentos feitos nos séculos XIX e XX, Åtvidaberg tornou-se um moderno centro industrial.
No início da década de 1970, a indústria local era dominada pela fabricante de calculadoras mecânicas Facit, maior patrocinadora do Åtvidabergs FF, um dos mais fortes times suecos de futebol dos anos 1970 (e onde joga hoje o brasileiro Ricardo Santos). Quando a Facit faliu em meados da década, a perda do patrocínio fez com que o time também entrasse em decadência.

### O Brasil em Åtvidaberg
A convite da Facit, a Seleção Brasileira de Futebol esteve na cidade no verão de 1966, onde disputou uma partida amistosa contra o Åtvidabergs FF e teve contato com a cultura local (figurantes em trajes "viquingues" e uma apresentação da cantora Lill Lindfors). Os futebolistas brasileiros também aproveitaram a ocasião para fazer um churrasco de confraternização.

## Património turístico

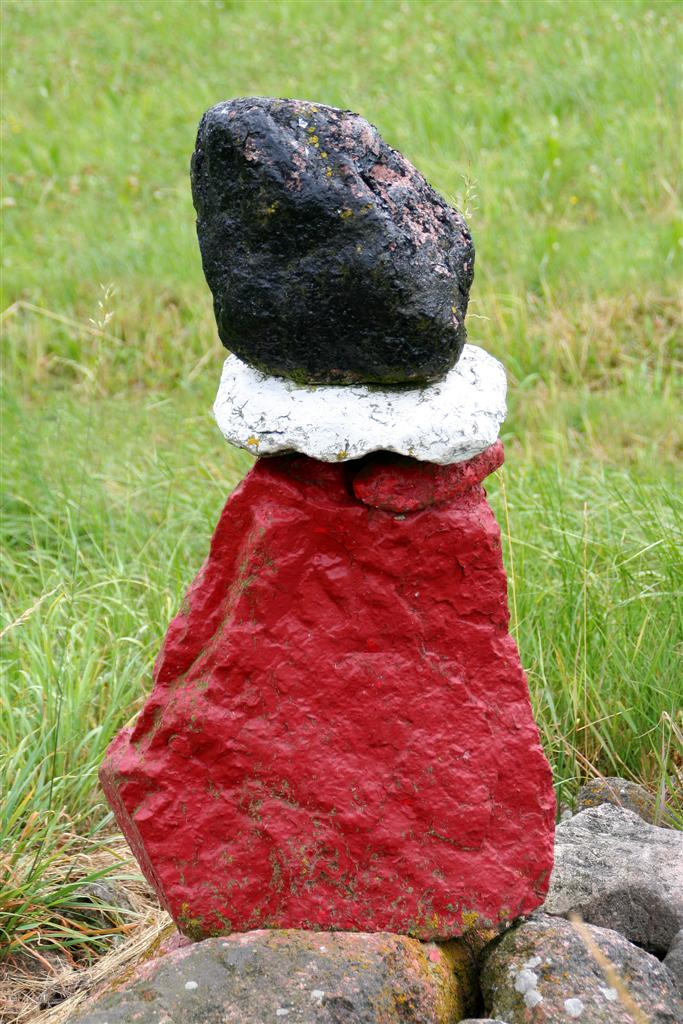
Rödstenen.

Um ponto turístico procurados atualmente é:

- Rödstenen (lit. Pedra vermelha; arranjo de pedras a 10 km de Åtvidaberg, parecendo um símbolo fálico, possivelmente originado no culto do deus Frey na pré-historia)